# Tectidrilus arabicus
Tectidrilus arabicus är en ringmaskart som beskrevs av Erséus 1984. Tectidrilus arabicus ingår i släktet Tectidrilus och familjen glattmaskar. Inga underarter finns listade i Catalogue of Life.